# Oszip Ivanovics Bove
Oszip Ivanovics Bove (oroszul: О́сип Ива́нович Бове́), egyéb nevein Joseph Bové, másképp Joseph Jean-Baptiste Charles de Beauvais vagy olaszul: Giuseppe Bova (Szentpétervár, 1784. október 24. – Moszkva, 1834. június 16.) olasz származású orosz építész és várostervező volt. Főleg neoklasszikus stílusban dolgozott.  
Mindenekelőtt Moszkva újjáépítésében vált híressé, miután 1812-ben a Napóleon elleni háború során a város jórésze leégett. Több általa tervezett épület a mai napig fennmaradt.

## Élete
Bové Szentpétervárban született mint Vincenzo Giovanni Bova (oroszul: Iván Bove) fia, az Oroszországban élő nápolyi festő.
Korai szakaszban fedezte fel az építészet iránti érdeklődését, és 18 éves korában elkezdett tanulni a moszkvai Kreml építészeti iskola a Kremlben. Tanulmányai során részt vett a moszkvai városi építési intézkedésekben. 1807-ben befejezte a képzést, és kezdetben Moszkvában és Tverben dolgozott, az akkori híres építészek, Matvej Kazakov és Carlo Rossi irányítása alatt.
A város rekonstrukciójának összehangolása érdekében a háború után különleges bizottságot hoztak létre, amelyben számos építész megbízást kapott új épületek tervezésére a városi térség bizonyos szakaszaiban.
Míg Gilardi és a művészcsaládja olyan jelentős középületeket épített újjá, mint a Moszkvai Állami Egyetem, Bové Moszkva új központi tereinek és a Vörös térnek a tervezéséért és újjáépítéséért volt felelős. Legismertebb projektje, a Színház tér 1825-ben fejeződött be, azonban azóta a Bolsoj Színházat és a Malij Színházat is átépítették, és a tér elvesztette neoklasszikus stílusát.
1816-ban hivatalosan megkapta az építész címet a Szentpétervári Művészeti Akadémiától.

## Főbb művei
- Sándor kert (1820-1822) [3]

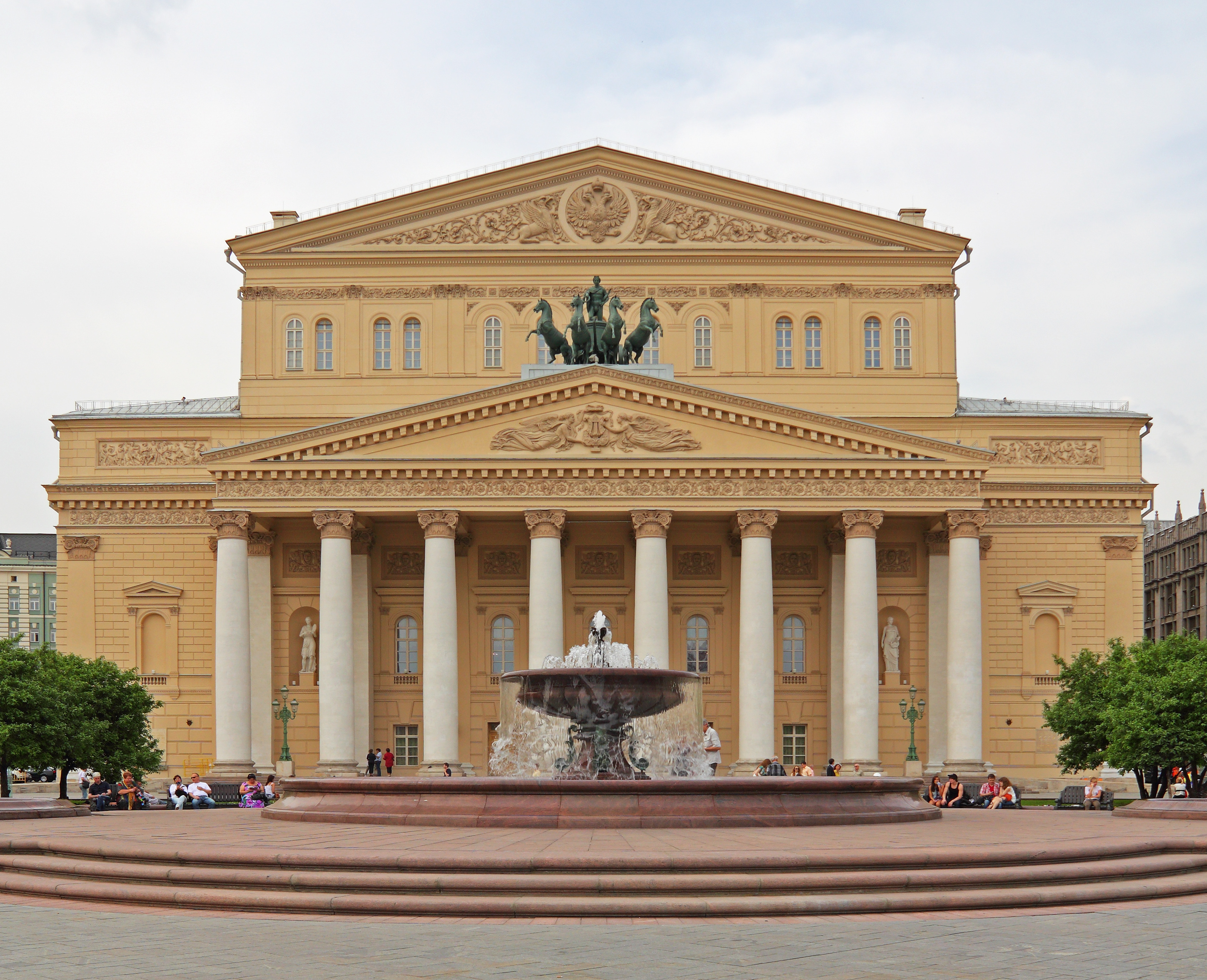
A Bolsoj Szinház épülete

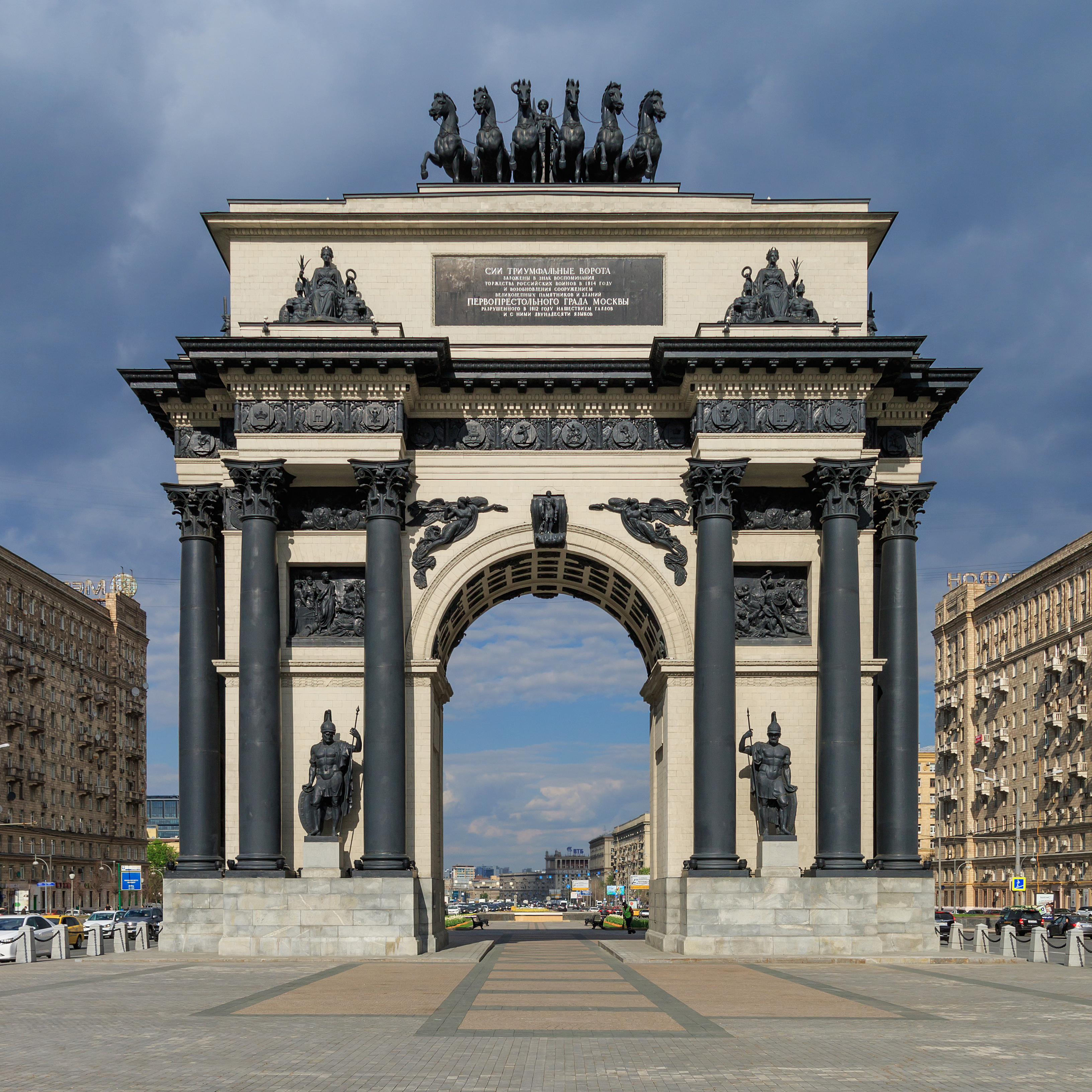
A Bove diadalíve

- Bolsoj Színház (1821-1824) és a Színház-tér [3]
- Manézs (1824-1825)
- Diadalív (1827–1834);[3] eredetileg a Tverszkaja utcában, ma a Kutuzovszkij sugárúton állt
- Első városi kórház (1828-1833) [3]
- A Novinszkij körúton lévő Gagarin családi kastély,[3] (1941-ben egy légitámadás semmisítette meg)
- Isten Anyja temploma [3]